# Парк ім. Асмолова
Парк ім. Асмо́лова (інша назва: Дендропарк ім. Асмолова) — парк-пам'ятка садово-паркового мистецтва місцевого значення в Україні. Розташований у місті Суми, за адресою: площа Троїцька,14, на плакорній ділянці правого корінного берега р. Псел.
Займає площу 5 га. Статус надано згідно з рішенням облвиконкому від 13.07.1971 року № 355, рішенням облради від 27.06.2008 року.
Це єдиний парк у місті і взагалі на Сумщині, у якому на досить короткому і зручному маршруті можна ознайомитися із значною за видовим складом колекцією дерев, кущів і квіткових культур.

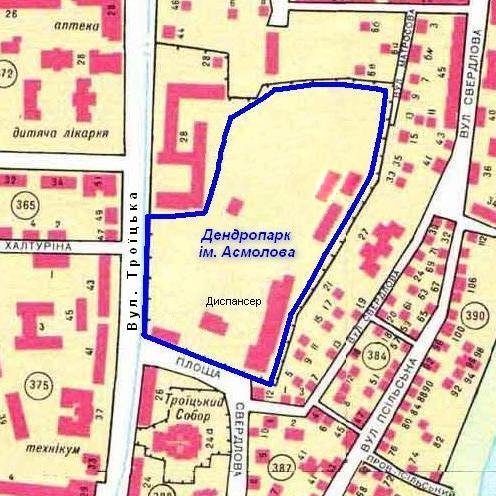
Дендропарк імені Асмолова на карті

## Історія парку
Наприкінці ХІХ та на початку ХХ століть на вулиці Троїцькій (раніше вул. Дзержинського) Сум з'явився двоповерховий особняк селекціонера та купця другої гільдії Івана Олександровича Асмолова (сьогодні цей особняк є «блакитним» корпусом у комплексі диспансеру). Навколо особняка та на північ від нього Іван Асмолов заклав досить великий парк. «На фото 1905 року за парканом біля входу парку добре розрізняються 12 дубів приблизно 10-річного віку та 4 ялини навколо партеру перед особняком (сьогодні біля входу до парку є лише 4 дуби, а перед „блакитним“ корпусом 3 ялини)».
Допоміг у заснуванні дендропарку Івану Олександровичу Асмолову Іван Герасимович Харитоненко. І. О. Асмолов управляв декількома заводами Харитоненка. «50 тис. рублів (за підрахунками краєзнавця А. Ленського, на наші гроші це близько 5 млн грн.) Асмолов отримав у спадок від Харитоненка в 1891 році». На ці гроші було придбано ділянку землі.
Під час революції 1917—1919 р.р. парк було зрубано майже повністю. Його пішохідні доріжки, пейзажні галявини, водойми, альпійські гірки, клумби тощо було занедбано. Особняк, господарські забудови та парк перетворили на притулок для сиріт. Пізніше, в довоєнні роки, на базі парку працював санаторій. Перед війною з Німеччиною в ньому оздоровлювали воїнів фінської компанії. В роки окупації німці в парку розмістили свій шпиталь. З вересня 1943 року парк стає власністю обласного лікувально-санаторного управління (ЛСУ). Поступово парк починає відроджуватись. Згодом у центрі партеру перед особняком-поліклінікою з'являється скульптура у вигляді чашоподібної підставки з бюстом Йосипа Сталіна. У другій половині 50-х років у південно-західній частині парку збудували двоповерхову поліклініку, а партер із скульптурою густо обсадили саджанцями туї західної.
Із 60-х років ХХ ст. парк дбайливо доглядається і охороняється. У цей час озеленювачем парку починає працювати Надія Федорівна Дубровіна. У 70-х років ХХ ст. він зазнав значної реконструкції, під час якої колекція деревних рослин у значній мірі поповнилась. 18 квітня 1972 року було схвалено генеральний план ландшафтної реконструкції, благоустрою та озеленення парку. Виконала його проектна група А. Залевського із Центрального ботанічного саду АН України.Кошти на проектні роботи виділило Сумське міське товариство охорони природи.
До початку реконструкції дендрологічна колекція парку нараховувала близько 80 видів і форм дерев, кущів та ліан. Реконструкцією парку передбачалось збільшити живу дендрологічну колекцію у 2,5 рази.
У північно-східній частині парку на площі 1 га зберігся за часів І. О. Асмолова фруктовий сад (яблуні, груші, черешні, сливи). У 1976 році був збудований п'ятиповерховий лікувальний корпус. Перед ним розробили новий партер. Ліворуч і праворуч біля входу групами розмістили вічнозелені рослини туї західної та ялівцю козацького.

## Фізико-географічне положення

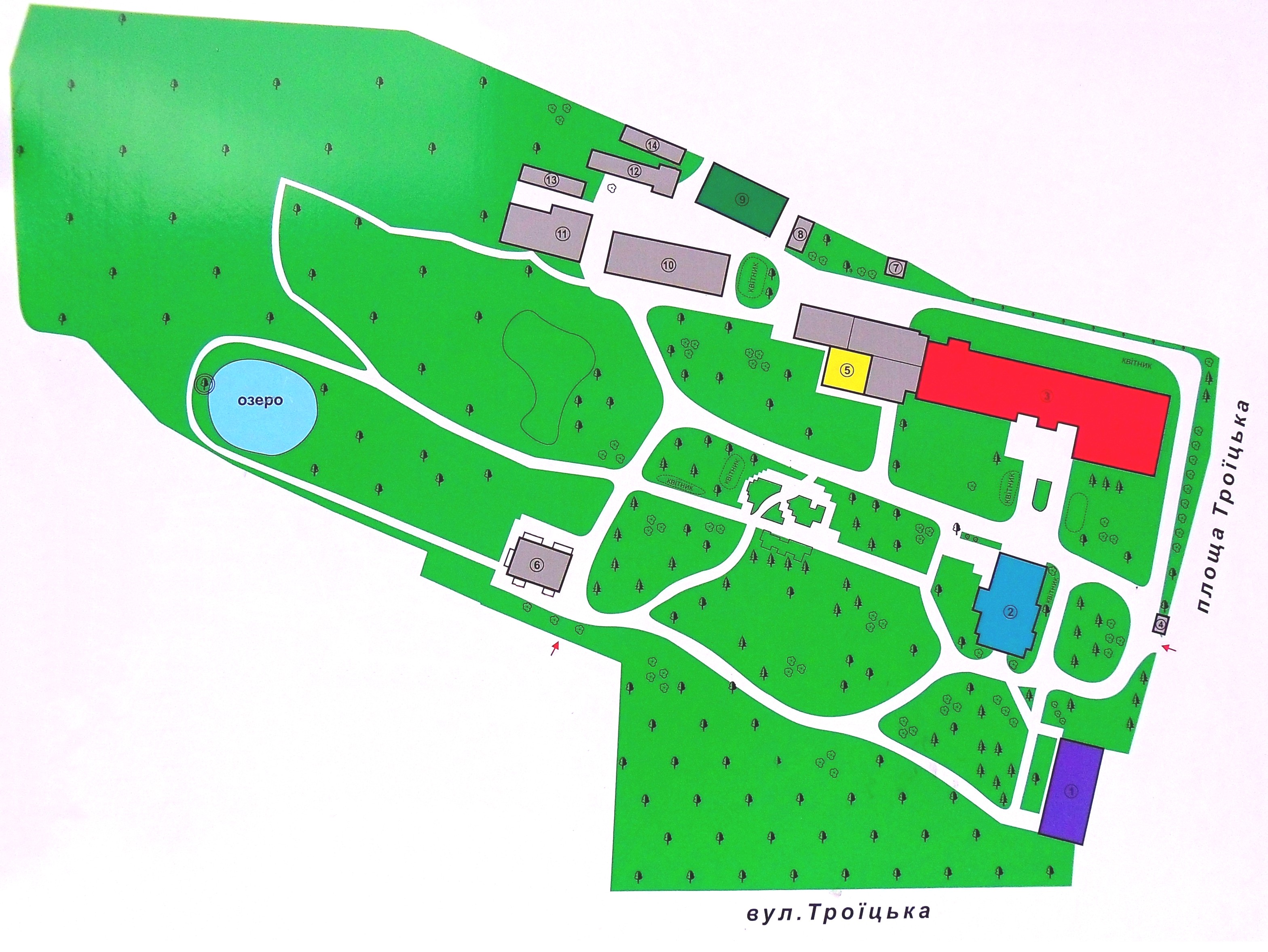
Територія парку та комплекс диспансеру

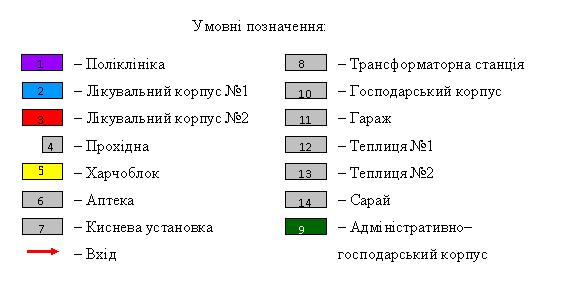
Умовні позначення

Парк по периметру оточений високою металевою огорожею. На центральному вході є пропускний пункт, але вхід у парк вільний. Просторово він має майже прямокутну форму, яка дещо видовжений із півдня на північ і звужений у його північній частині. Нині на території парку розміщено Сумський обласний спеціалізований диспансер радіаційного захисту населення. Комплекс диспансеру становить поліклініка, процедурний («блакитний») корпус, адміністративний корпус, аптека, пральня, гараж, теплиця.
Парк створювався в ландшафтному стилі, з біогрупами дерев із сосен австрійської, Веймутова, лип американської і європейської, бархату амурського тощо. Були створені також невеличкі штучні озера, з плакучими вербами по берегах, сонячні галявини, липова алея, посаджений фруктовий сад. Композиційна вісь парку на північ від парадного входу в особняк Асмолова розпочиналася добре облаштованою пішохідною магістраллю з круглою клумбою під квіти. До північно-західної частини парку прилягає добре збережена липова алея. Ширина алеї між рядами лип рівно, а відстань між липами в рядах. Пішохідні доріжки супроводжували до двох штучних водойм, з'єднаних між собою вузенькою протокою. До нашого часу ці озера не збереглися в такому стані. Водойма в північній частині дендропарку наразі має вигляд круглого заглиблення діаметром. На дні цього заглиблення збереглися залишки водойми. Водяне дзеркало у посушливі періоди повністю висихає. Під час дощів на деякий час тут накопичується волога. Від водойми центральної частини парку залишилася яма, завглибшки 1,5 м і діаметром 14 м, яка за весь період спостереження набиралась водою максимально на глибину 0,5 м і потім майже відразу висихала.
Парк постійно доглядається працівниками. Біля парку із західної частини проходить дорога з активним рухом автомобілів. Слід зазначити, що території парку ретельно прибирається. Восени і навесні опале листя згрібається і вивозиться за його межі. Сухі гілки також регулярно видаляються.
У парку у весь час перебуває велика кількість людей. Це люди, які лікуються у цьому закладі, і ті, хто їх відвідує. А також відпочивальники з прилеглих житлових масивів. Найбільша кількість відвідувачів на території парку відмічена теплими сонячними днями навесні і влітку. В окремі дні їхня кількість становила до 25 чоловік.

## Рослинність
За даними технічної документації станом на 23 березня 1990 р. кількість видів рослин становить 98 видів, із них 75 — дерева, 23 — кущі. До цього переліку можна додати велику кількість декоративних рослин, за допомогою яких постійно оновлюються клумби та альпійські гірки. Слід зауважити, що густої трав'янистої рослинності на території дендропарку немає.
Рослинність парку представлена чотирма ярусами. Перший ярус представлений хвойними та листяними породами дерев. Ділянки хвойних розташовані в центральній частині території та на півдні. Дерева мають висоту до і товщину 30-160 см. Серед них дуже часто трапляються дуплисті дерева. Другий ярус представлений ділянкою плодового саду (яблуні, груші).
Третій ярус становлять кущі (бузок, барбарис). Ділянки кущів розміщені більшою мірою в східній частині території, поблизу будівель.
Четвертий ярус становлять трав'янисті декоративні квіти, заввишки 10-50 см — троянди, півонії, петунії тощо. Навесні тут трапляються ефемери та ефемероїди — печіночниця благородна з блакитними квітками і медунка лікарська, потім анемони дібровна і жовтецева, пшінка весняна, первоцвіт весняний та деякі інші трави. Усі вони світлолюбні й цвітуть у лісі, коли на деревах і кущах ще немає листя. Влітку натуральний трав'янистий покрив представлений невисокою і негустою рослинністю, основною групою з яких є злаки (пирій, вівсюг звичайний, тонконіг однорічний тощо).
Після реконструкції дендрологічна колекція збагатилася такими видами, як гінкго дволопатеве, модрини європейська та сибірська, тис, бук лісовий, дуб північний, маслинка вузьколиста, дерен справжній, сумахи коротковолосий та маньчжурський, самшит вічнозелений, магнолія падуболиста тощо.
Із голонасінних тут нині зростає понад 20 видів і форм із родини гінкгові, тисові, соснові, кипарисові. Серед них — сосни кримська, Веймутова, псевдотсуга Мензіса тощо. Колекція покритонасінних нараховує 68 видів дерев та чагарників із 25 родин. Тут можна милуватися трояндами, айстрами, півоніями, тюльпанами, гіацинтами, королицями, рудбекіями.

## Фотографії парку

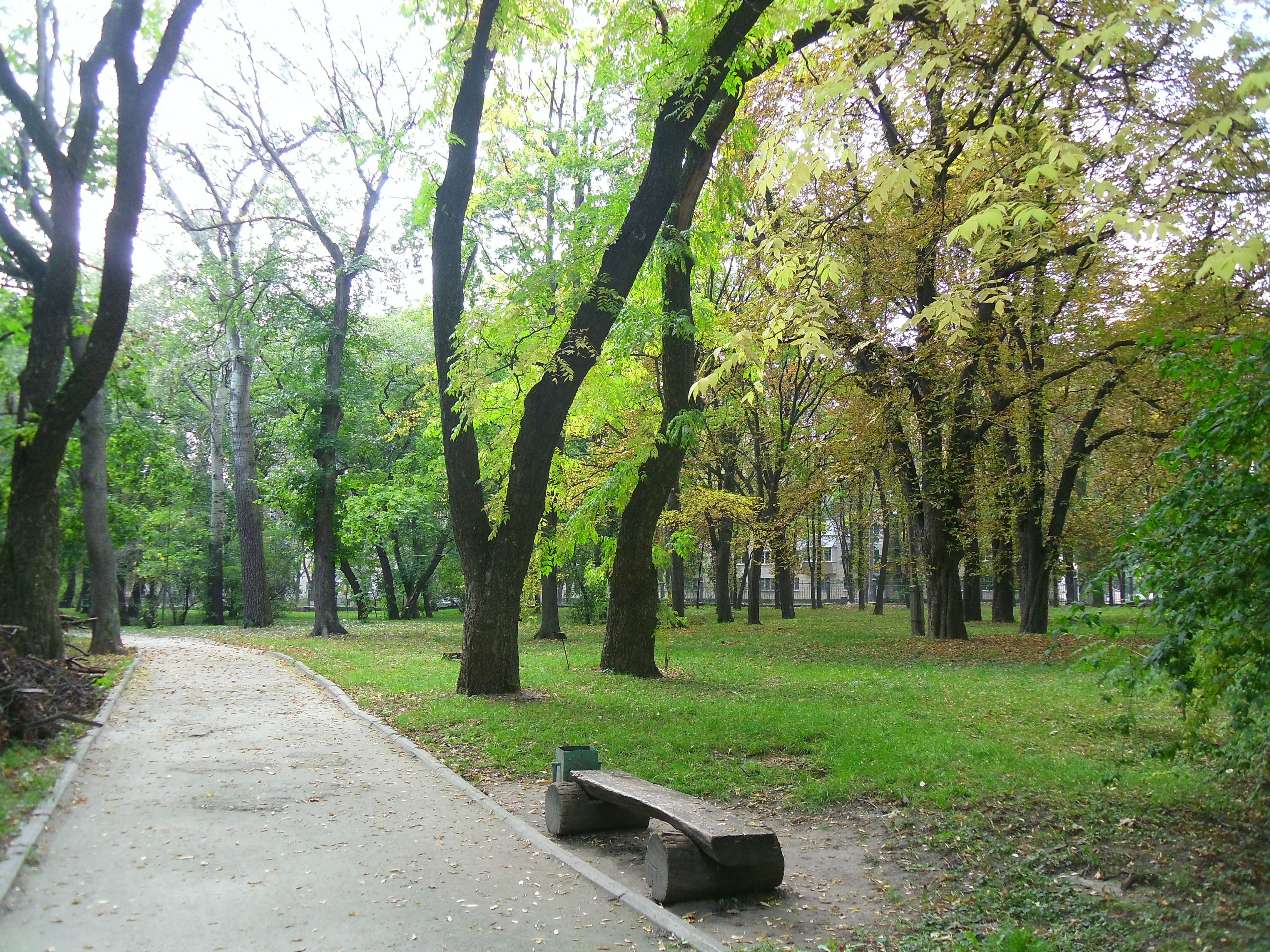
Алея парку
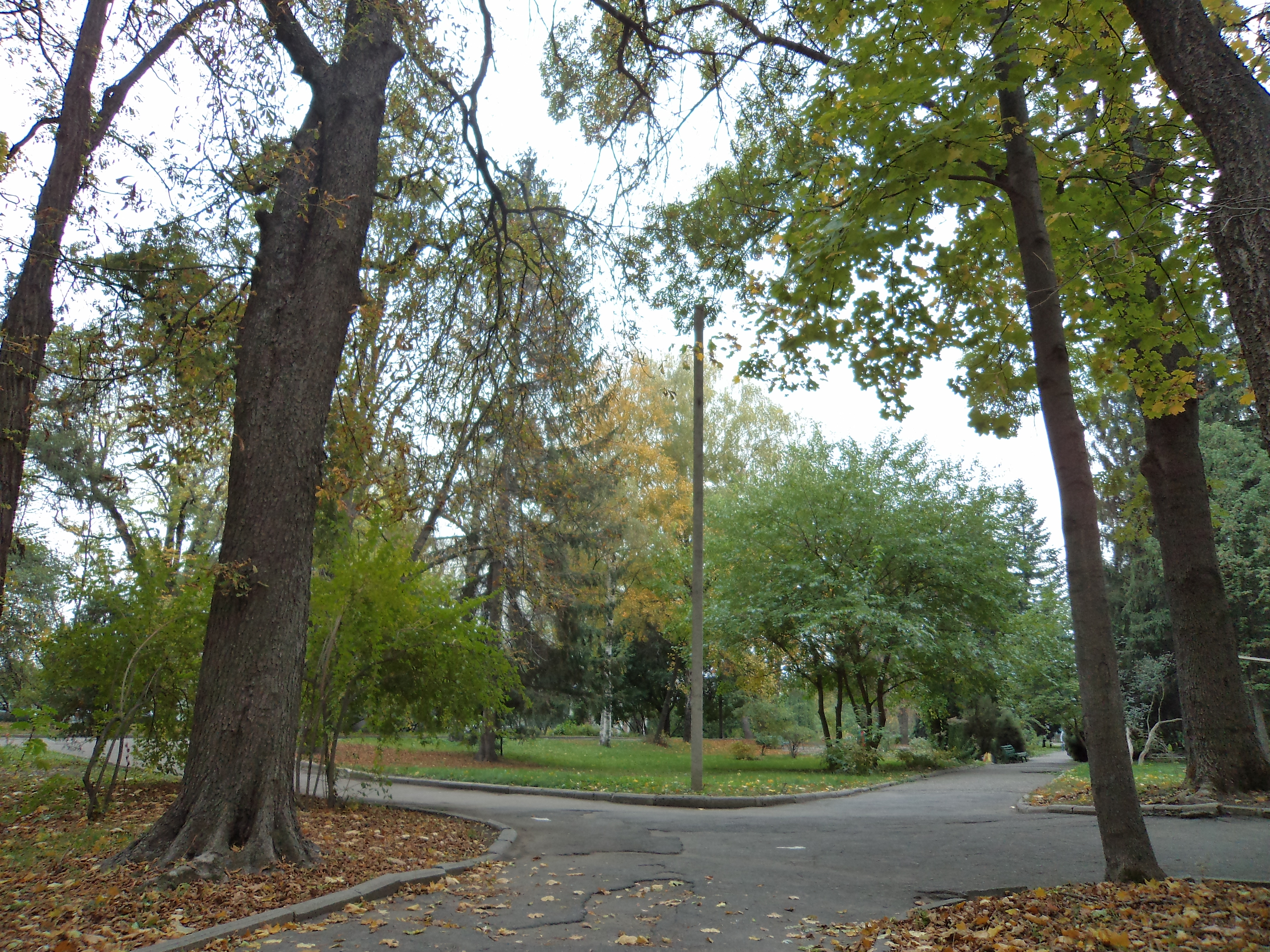
Алеї парку навесні
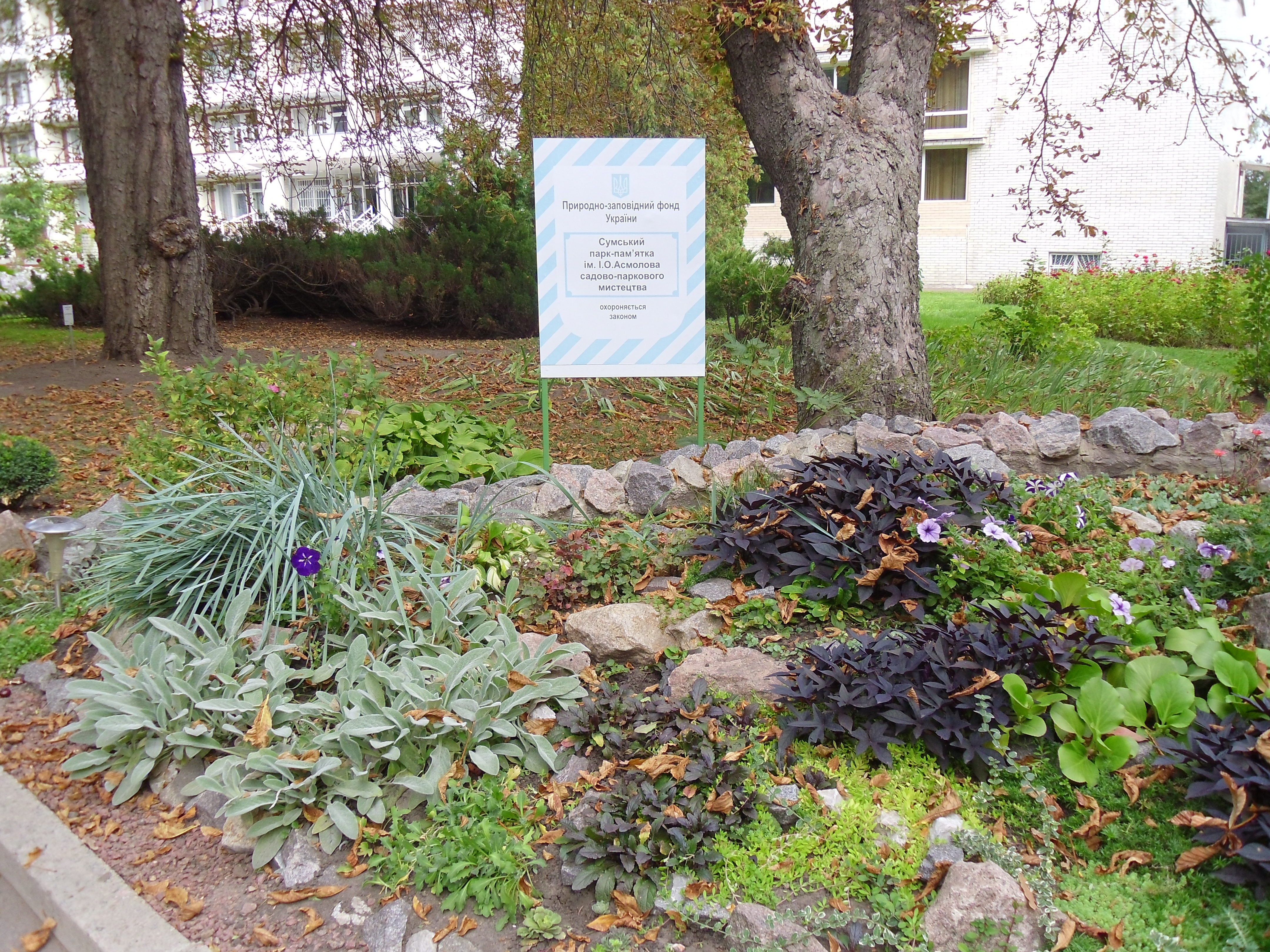
Альпійська гірка біля входу до парку навесні
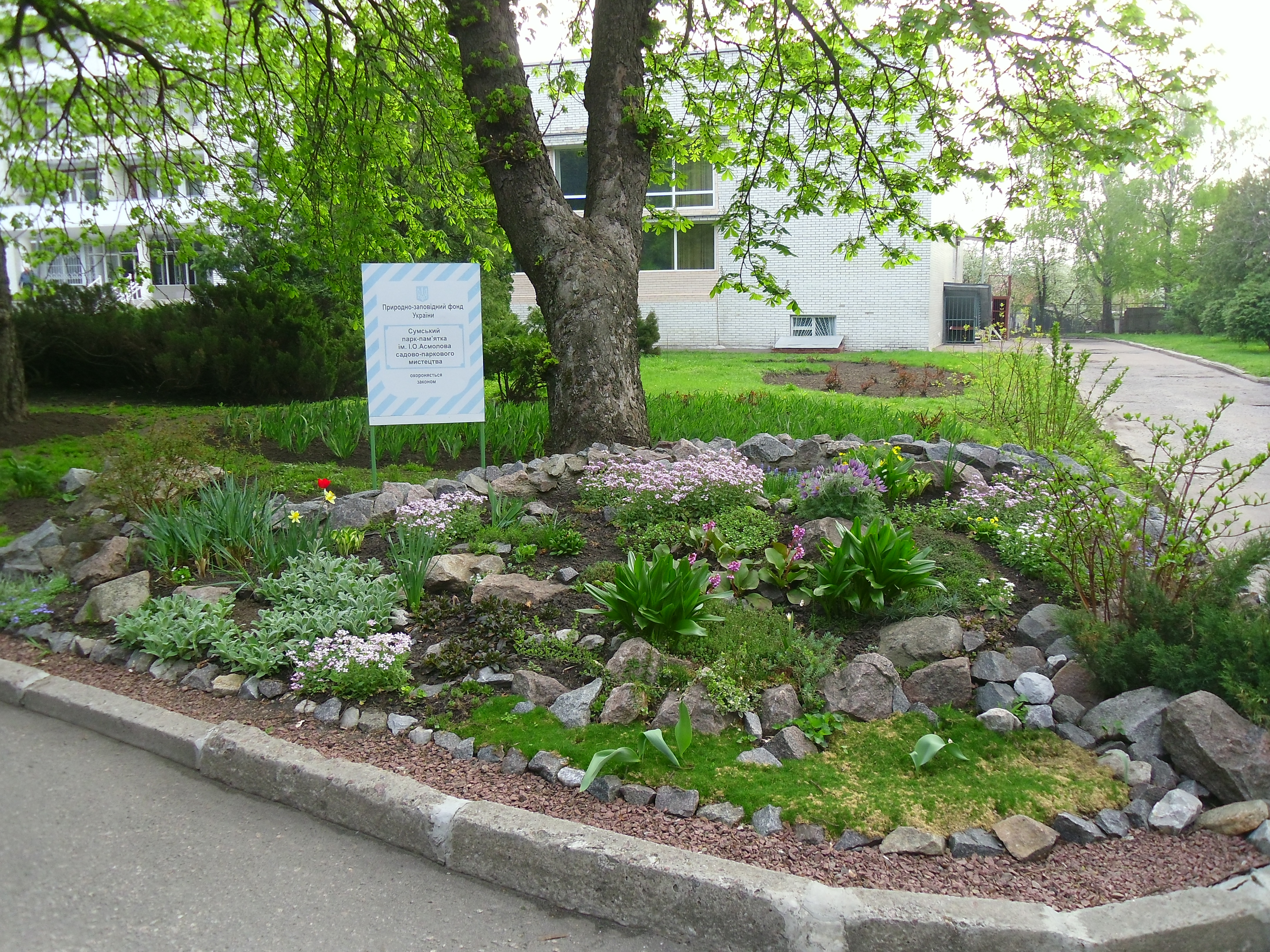
Альпійська гірка (вхід)
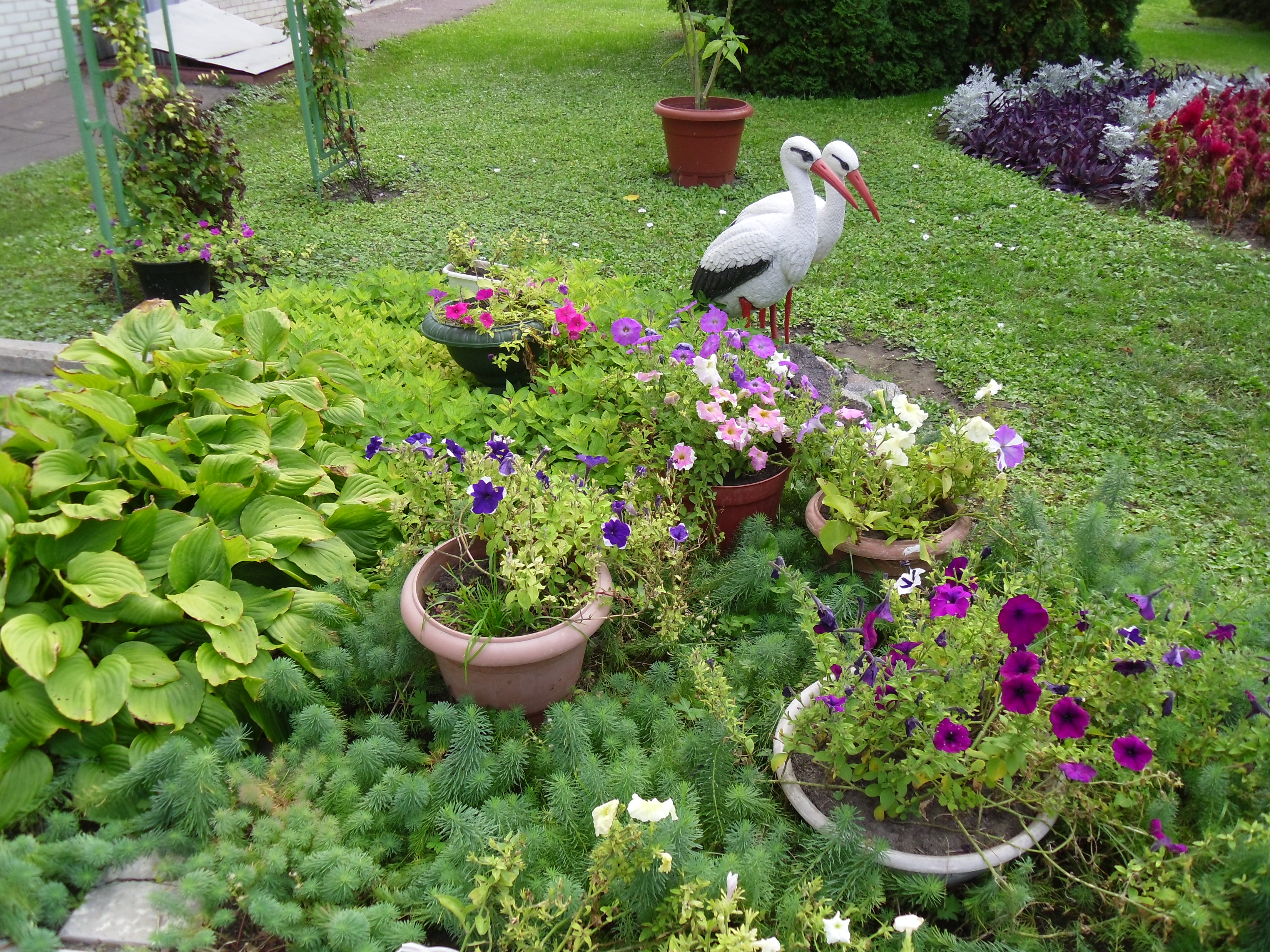
"Живий" куточок парку
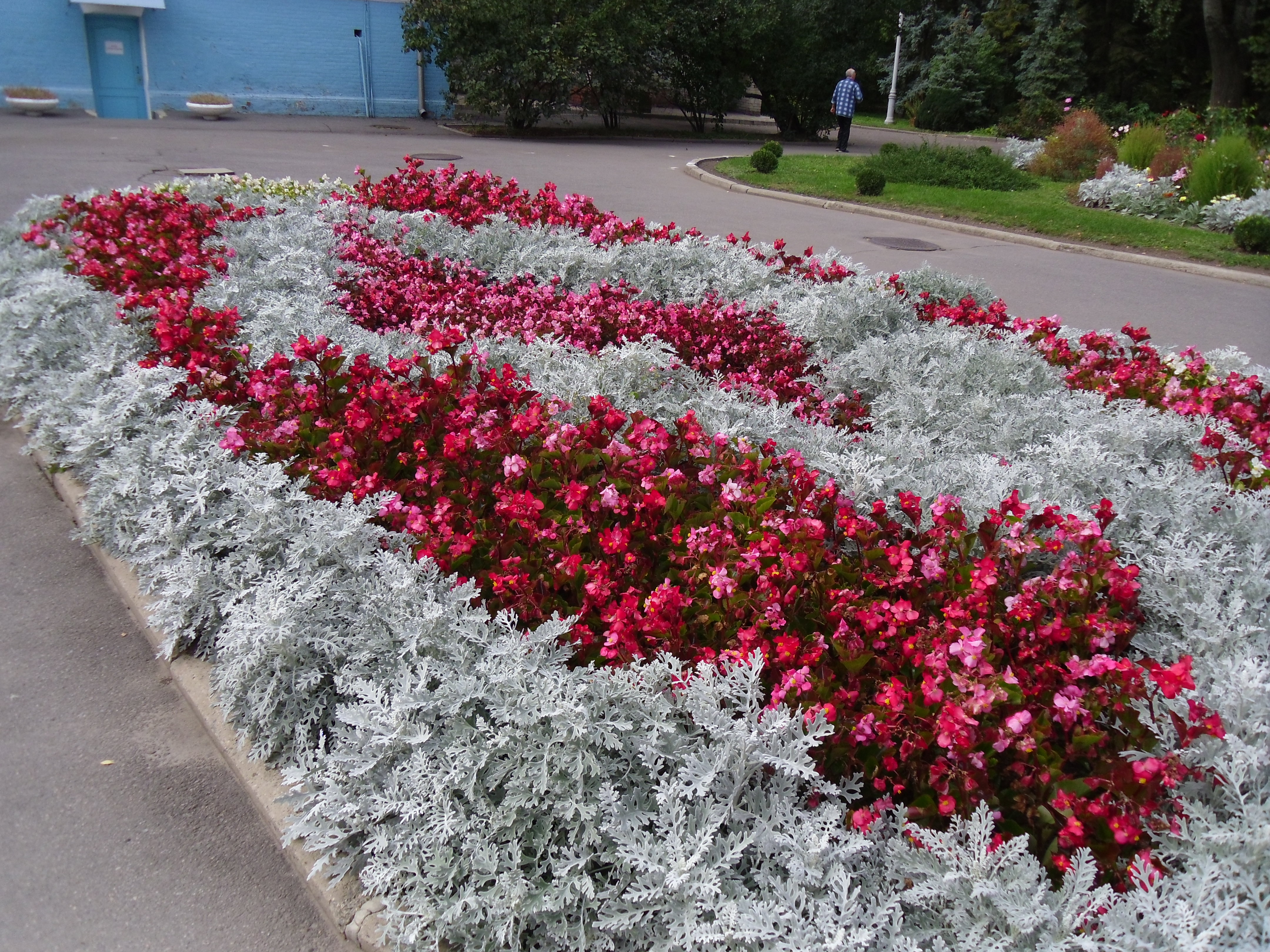
Клумба біля лікувального корпусу №2
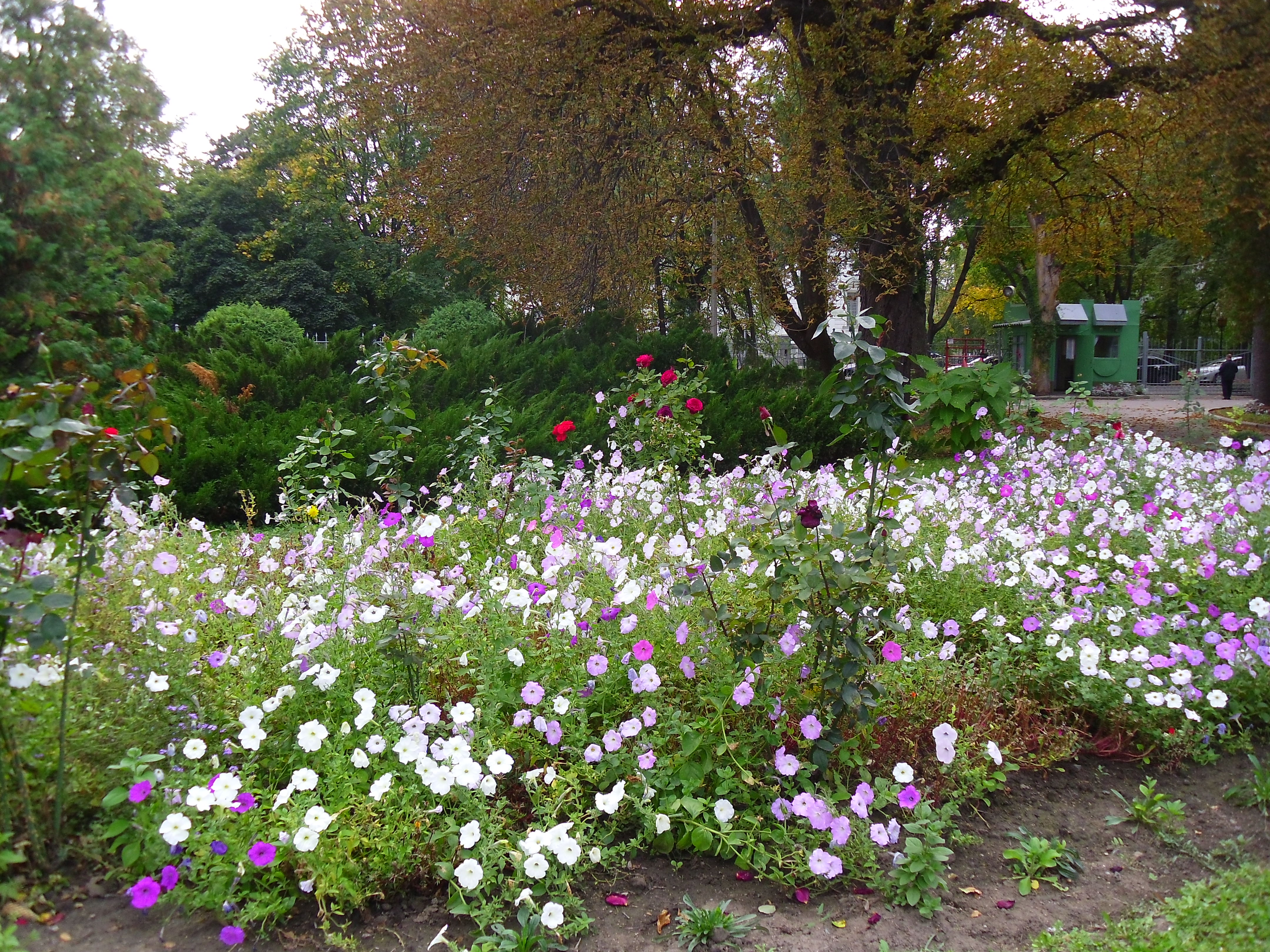
Клумба петуній
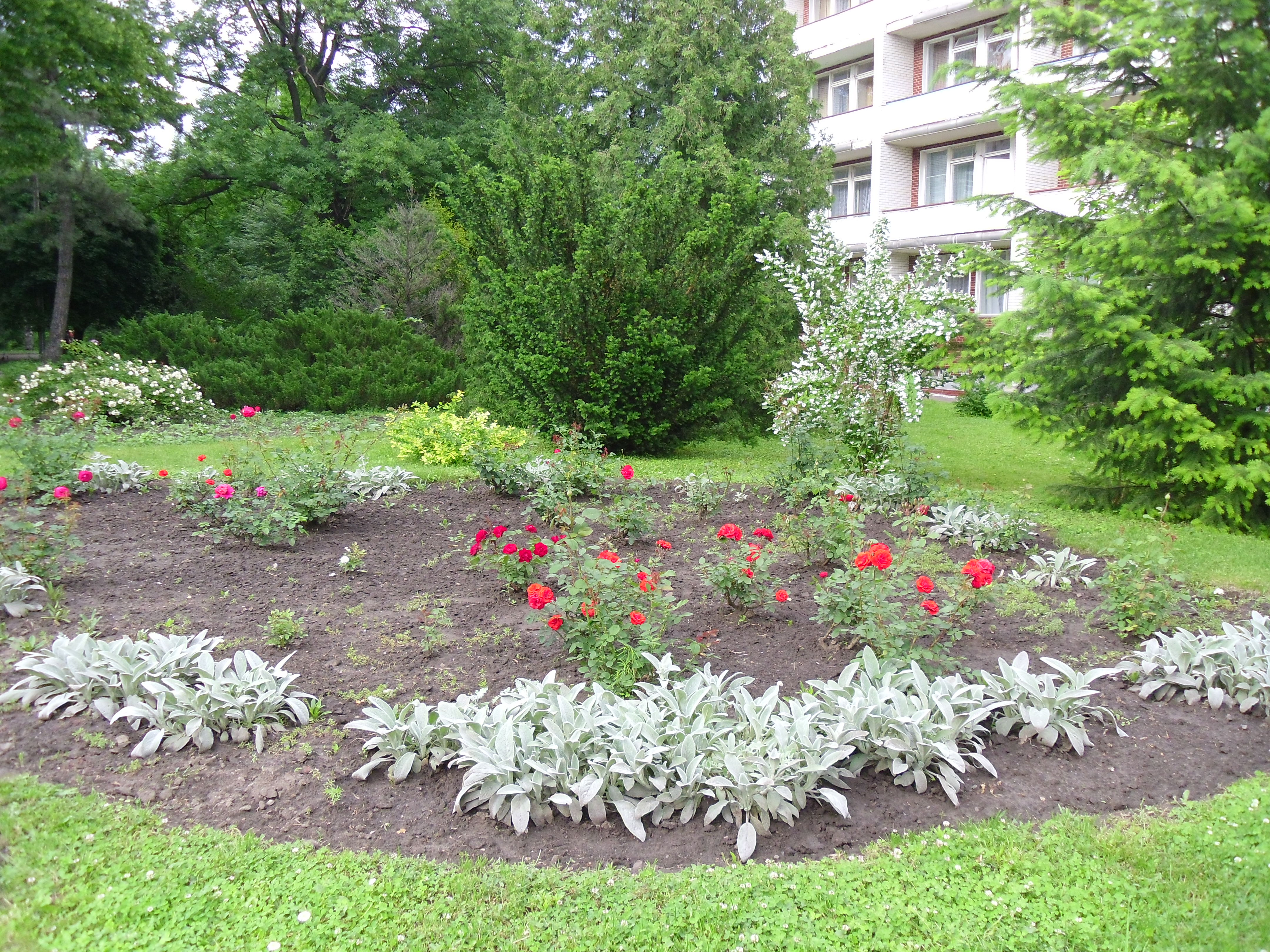
Клумби біля лікувального корпусу №2
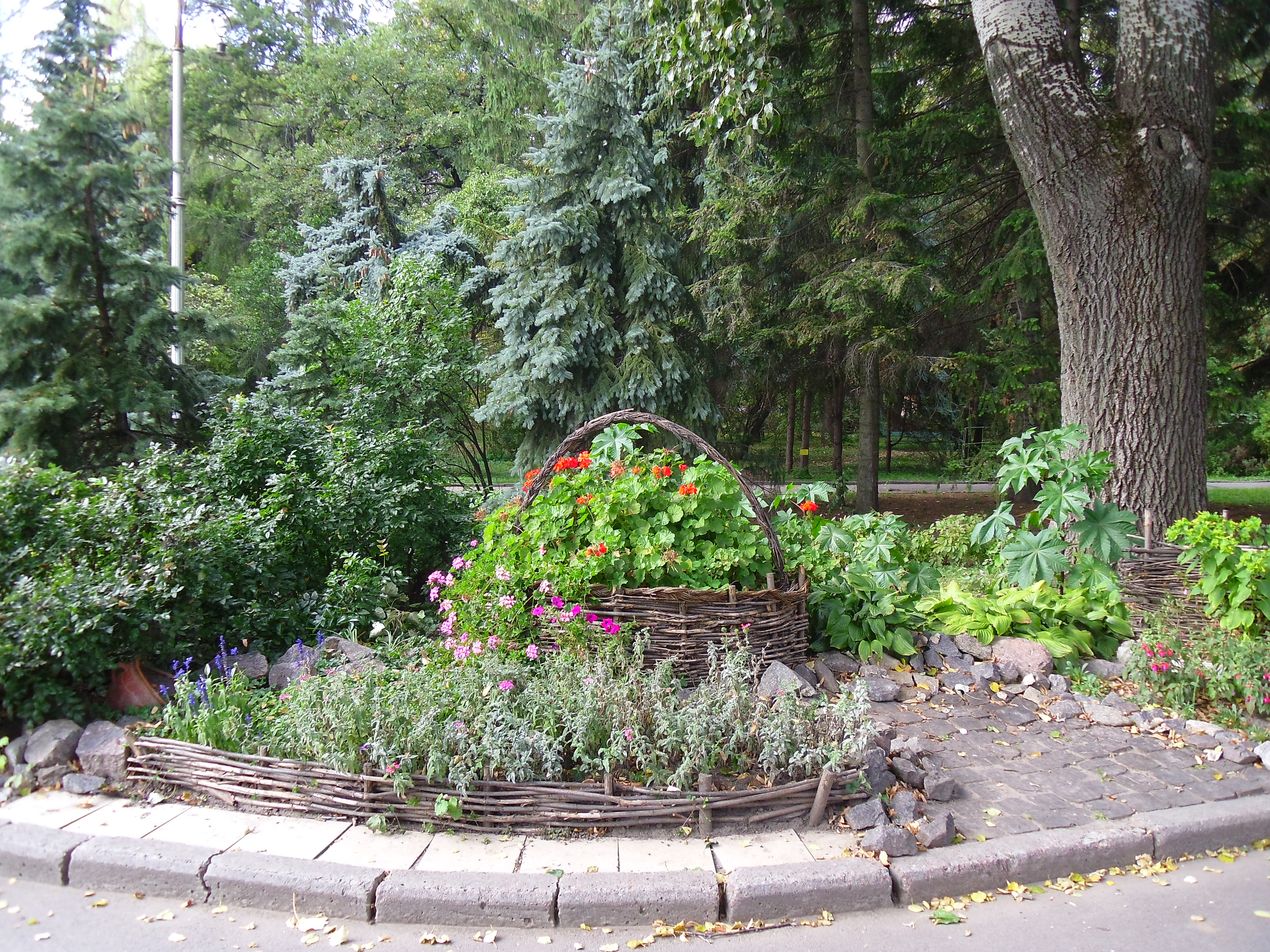
Кошик квітів
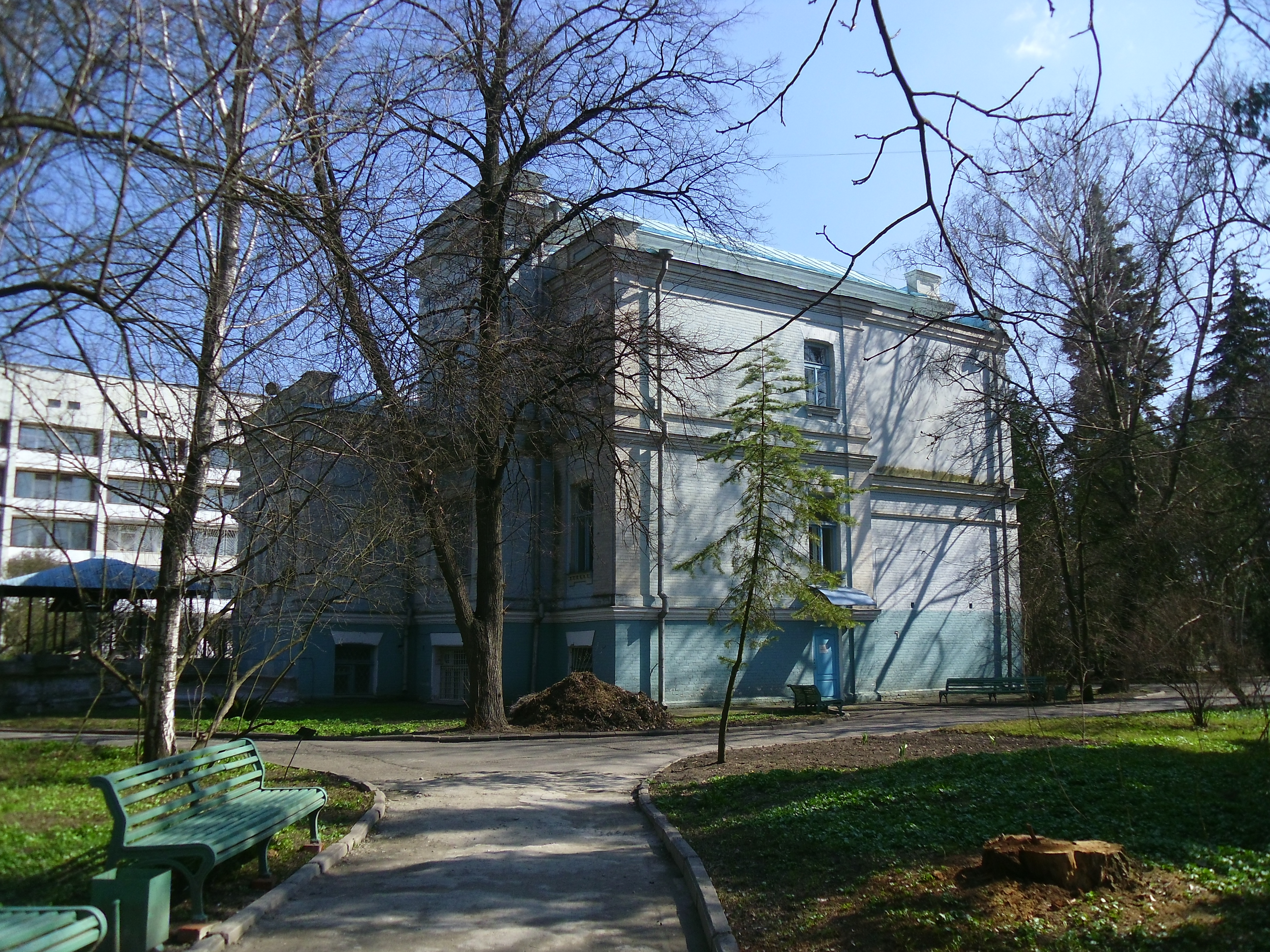
Лікувальний корпус №1
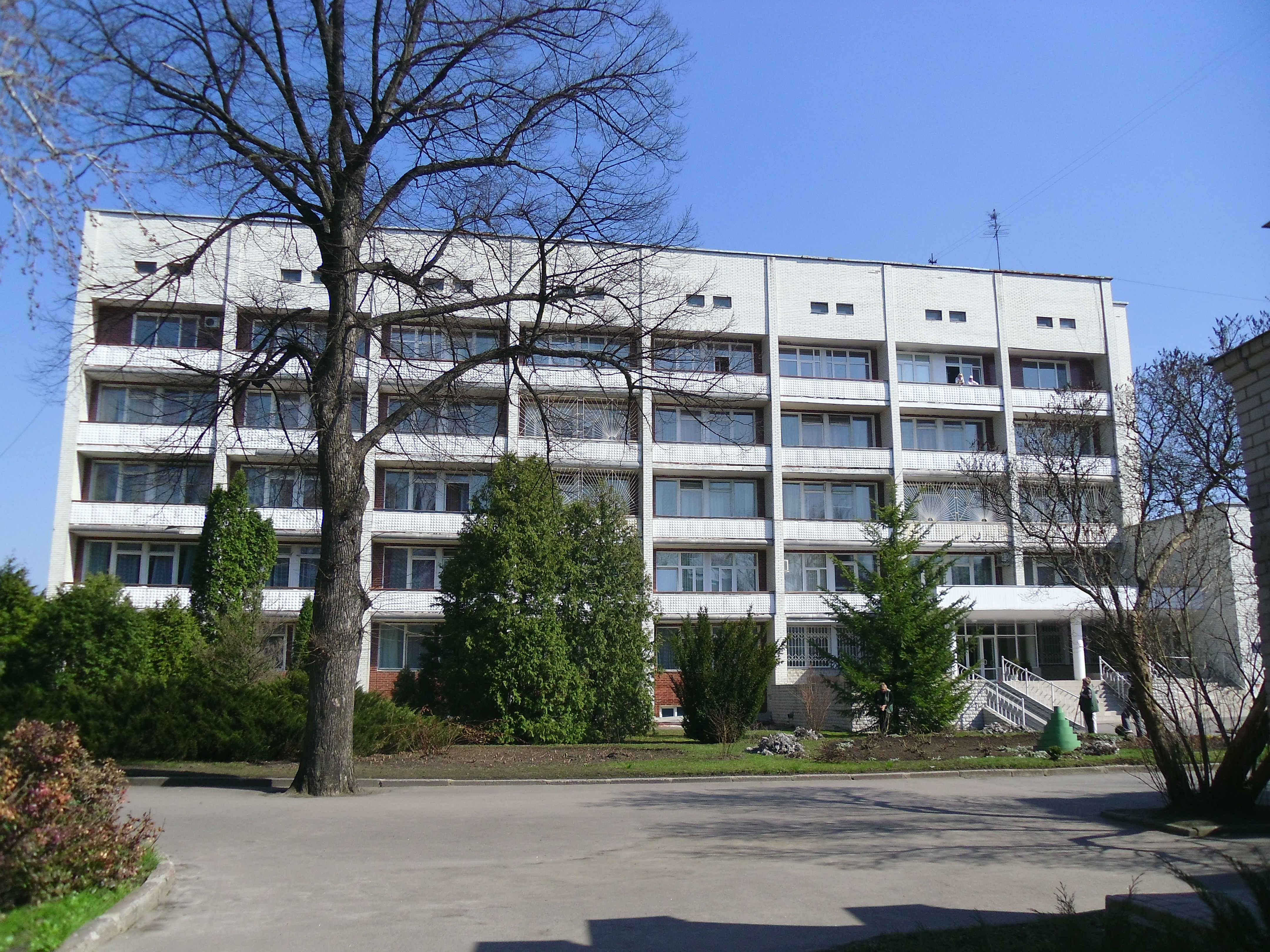
Лікувальний корпус №2
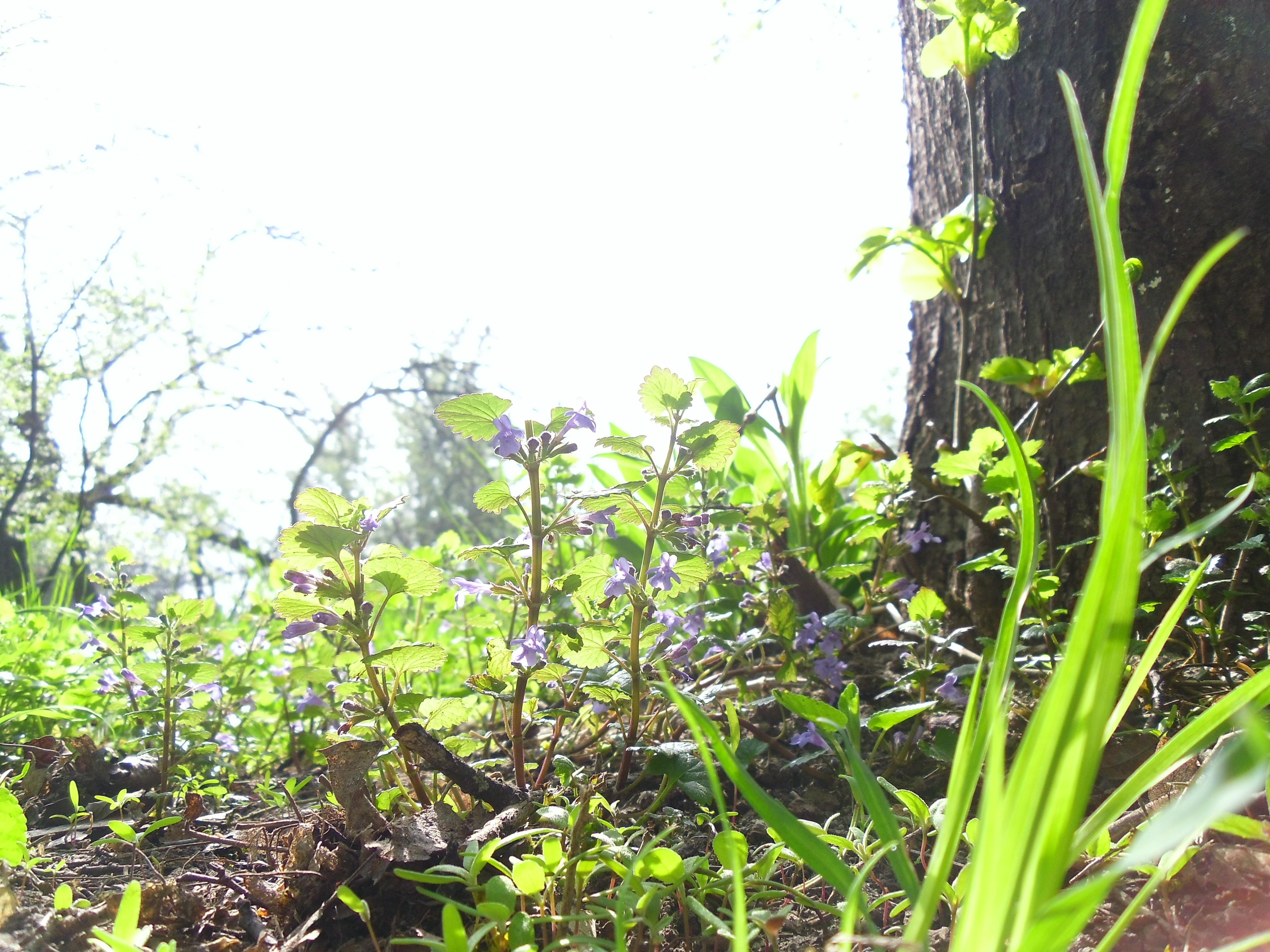
Макросвіт
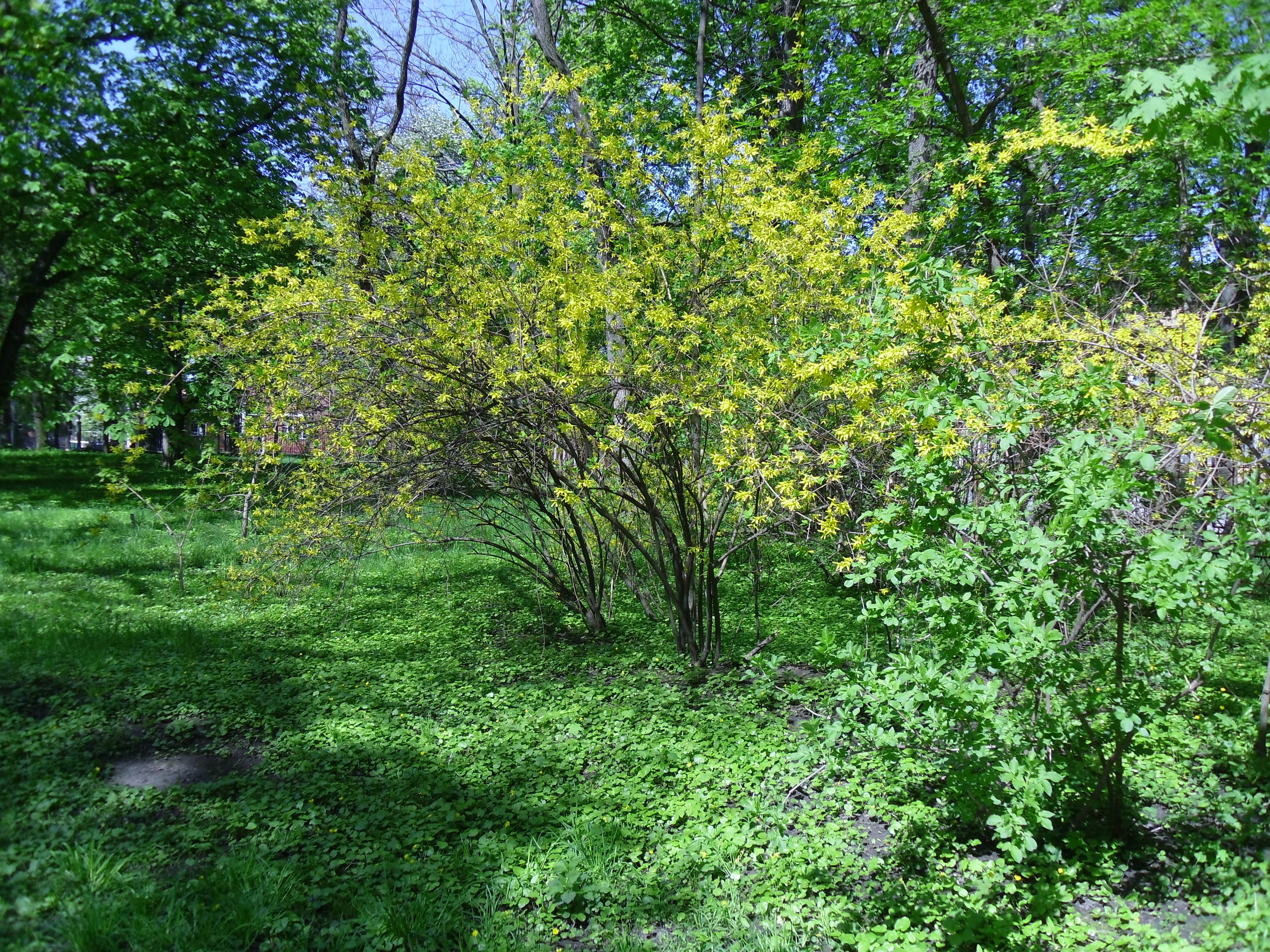
Рослинність парку
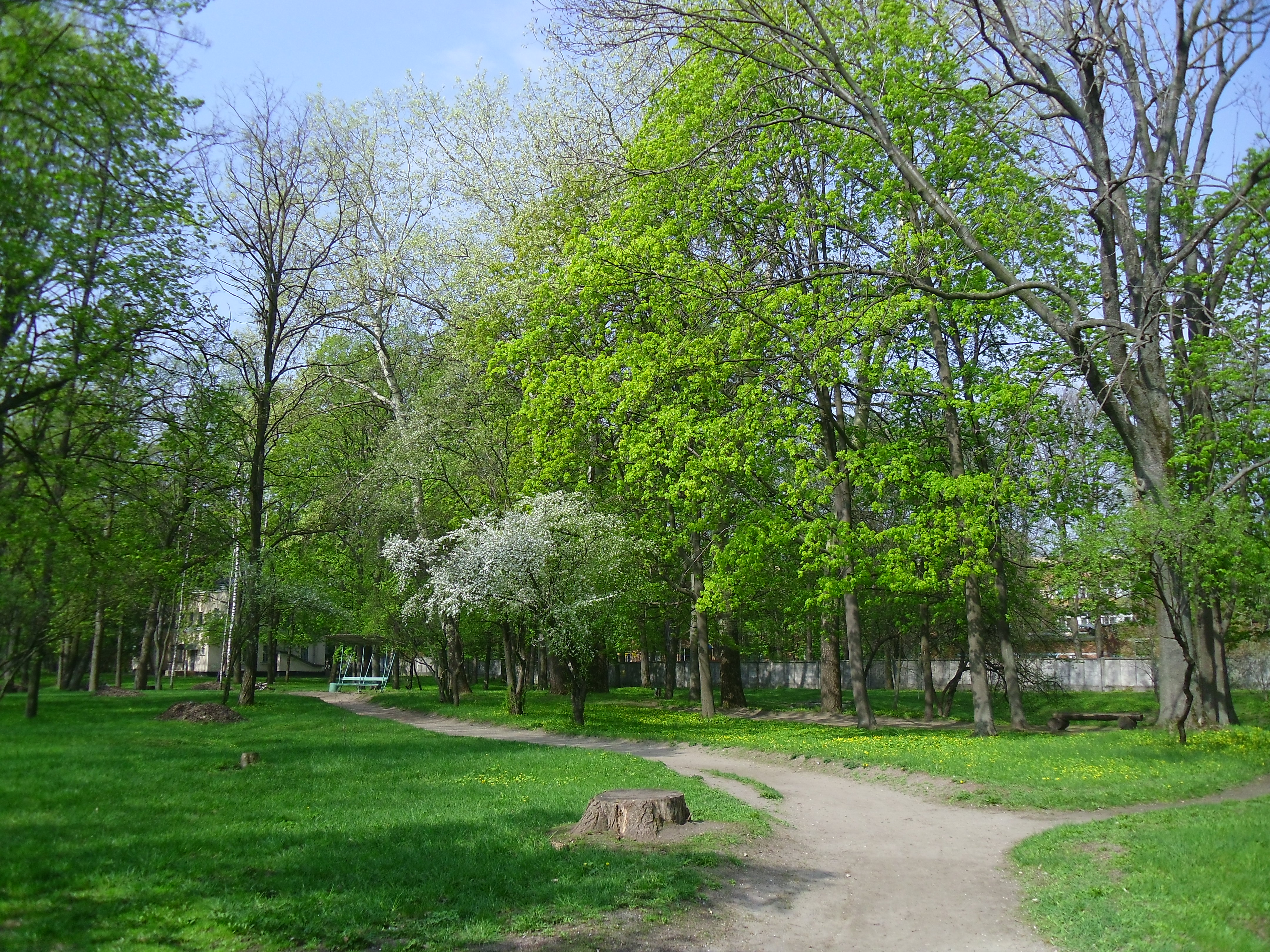
Парк ім. Асмолова навесні
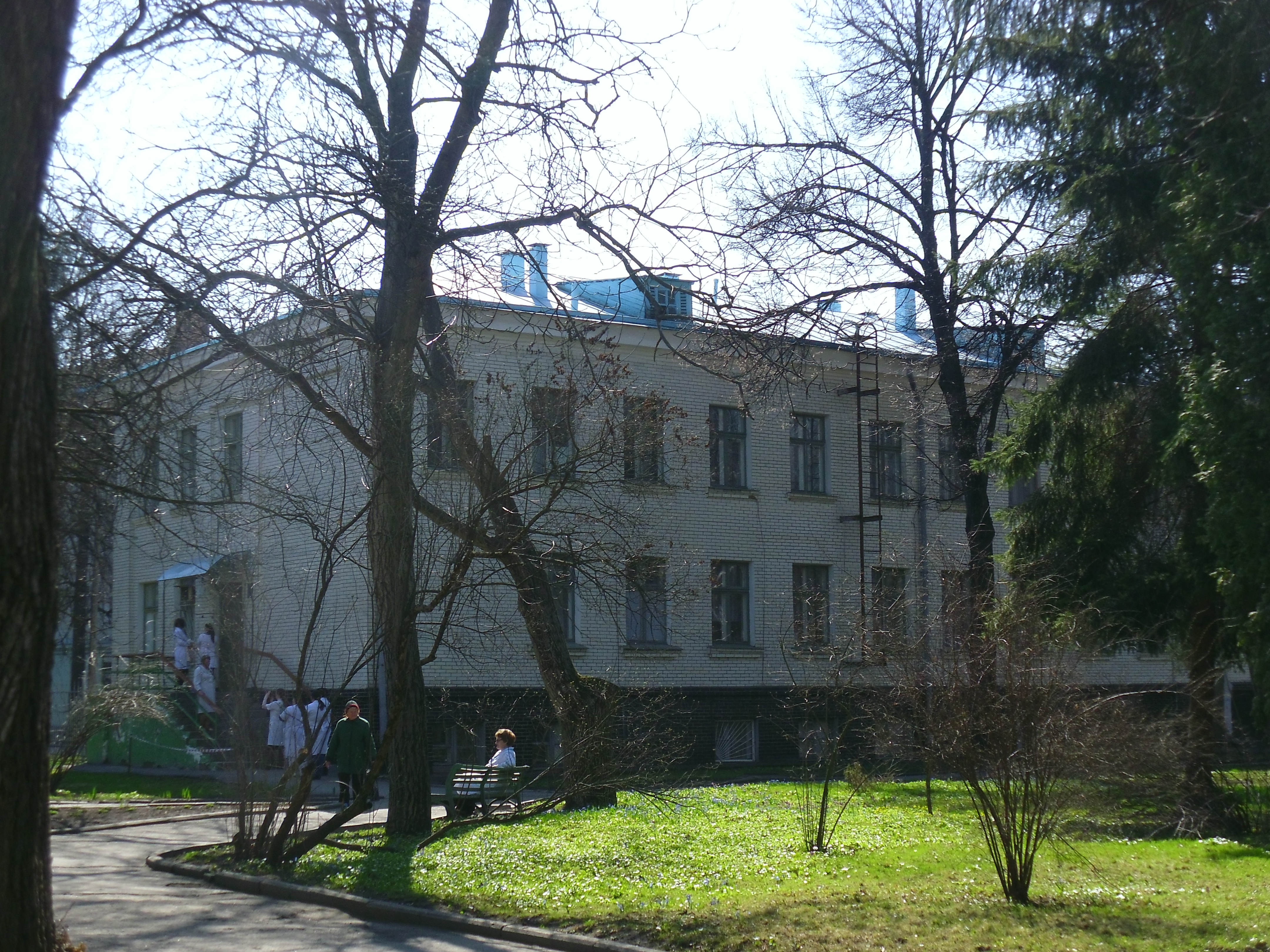
Поліклініка
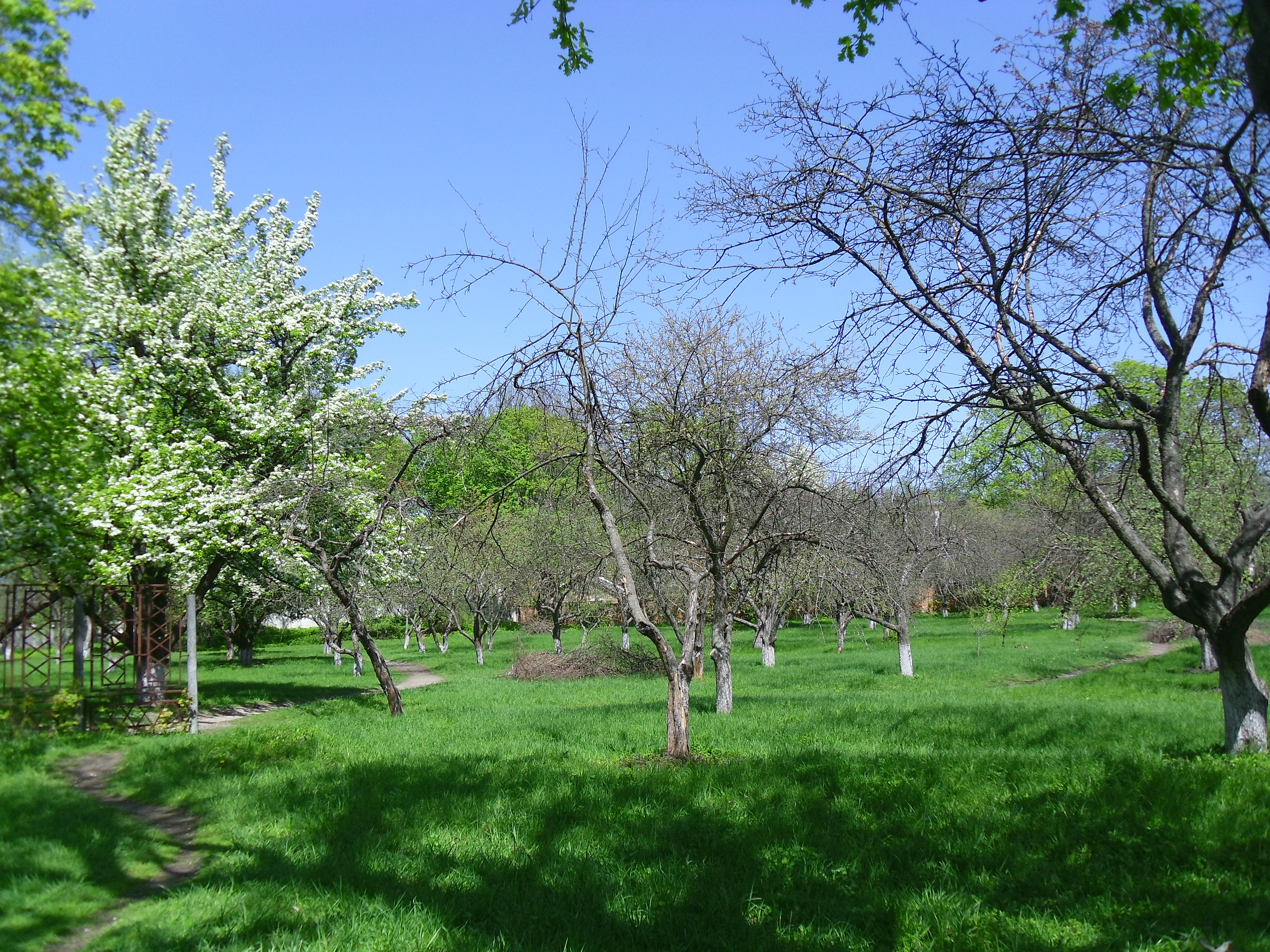
Сад у парку ім. Асмолова
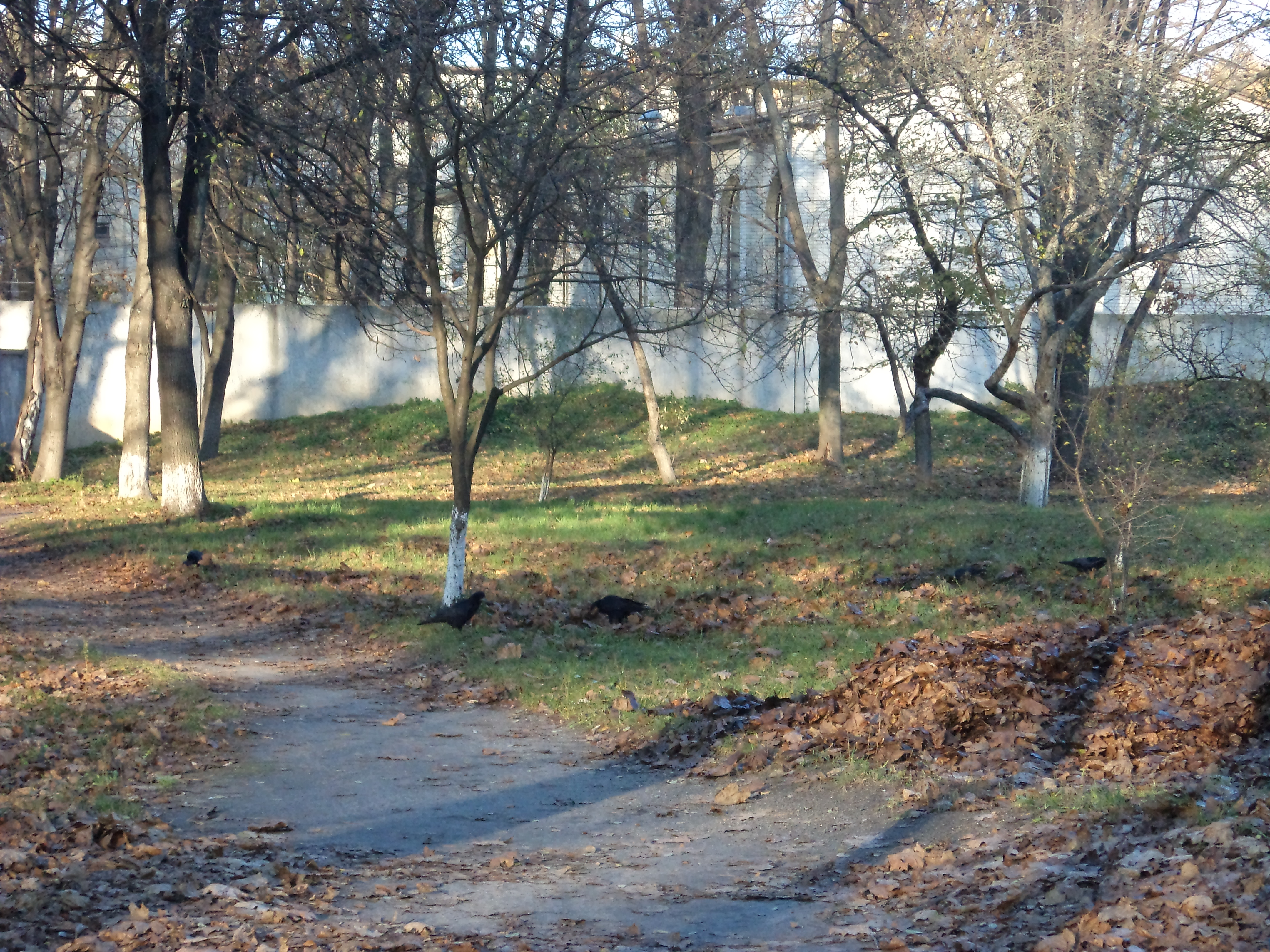
Сад восени
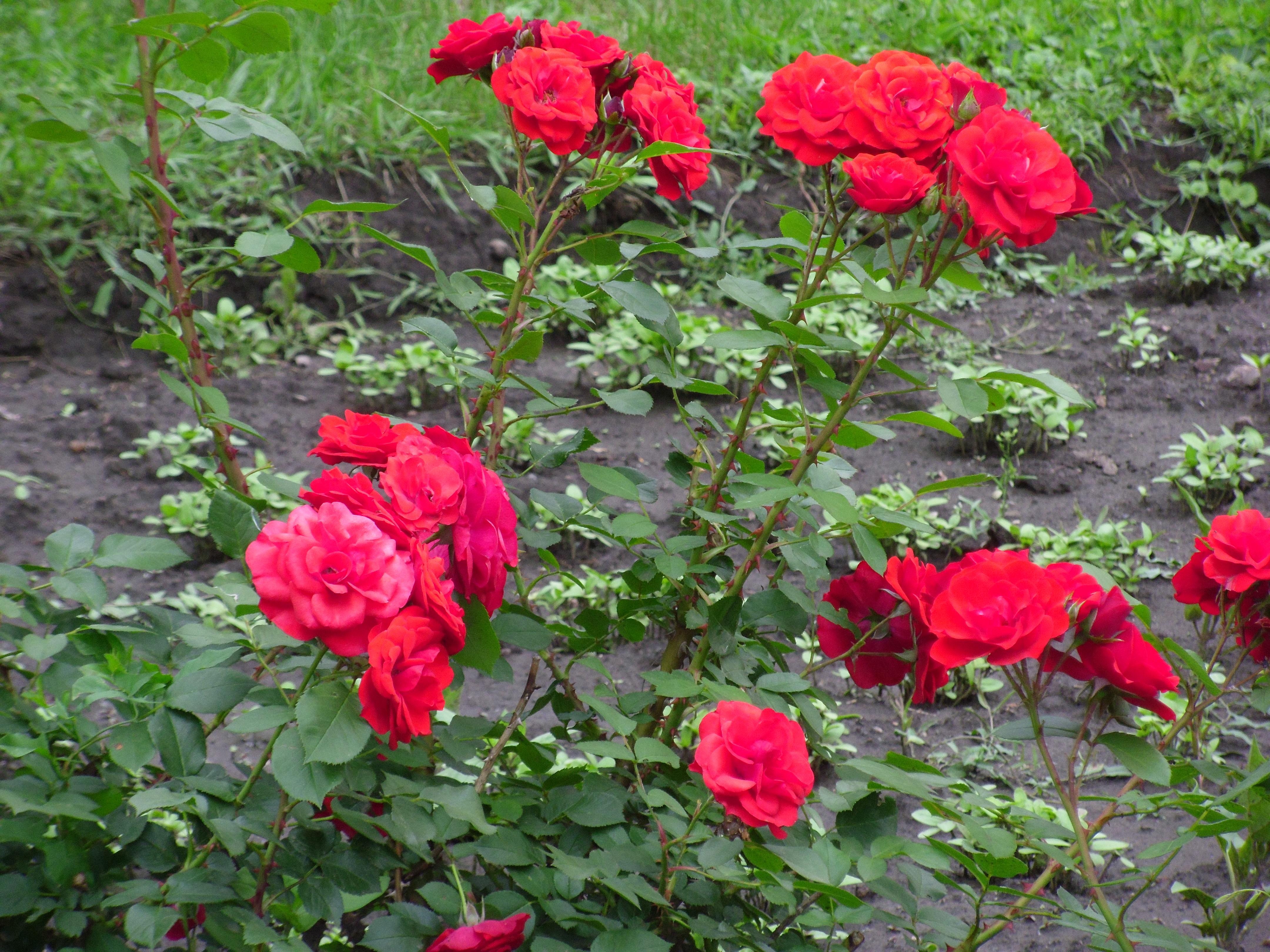
Троянди
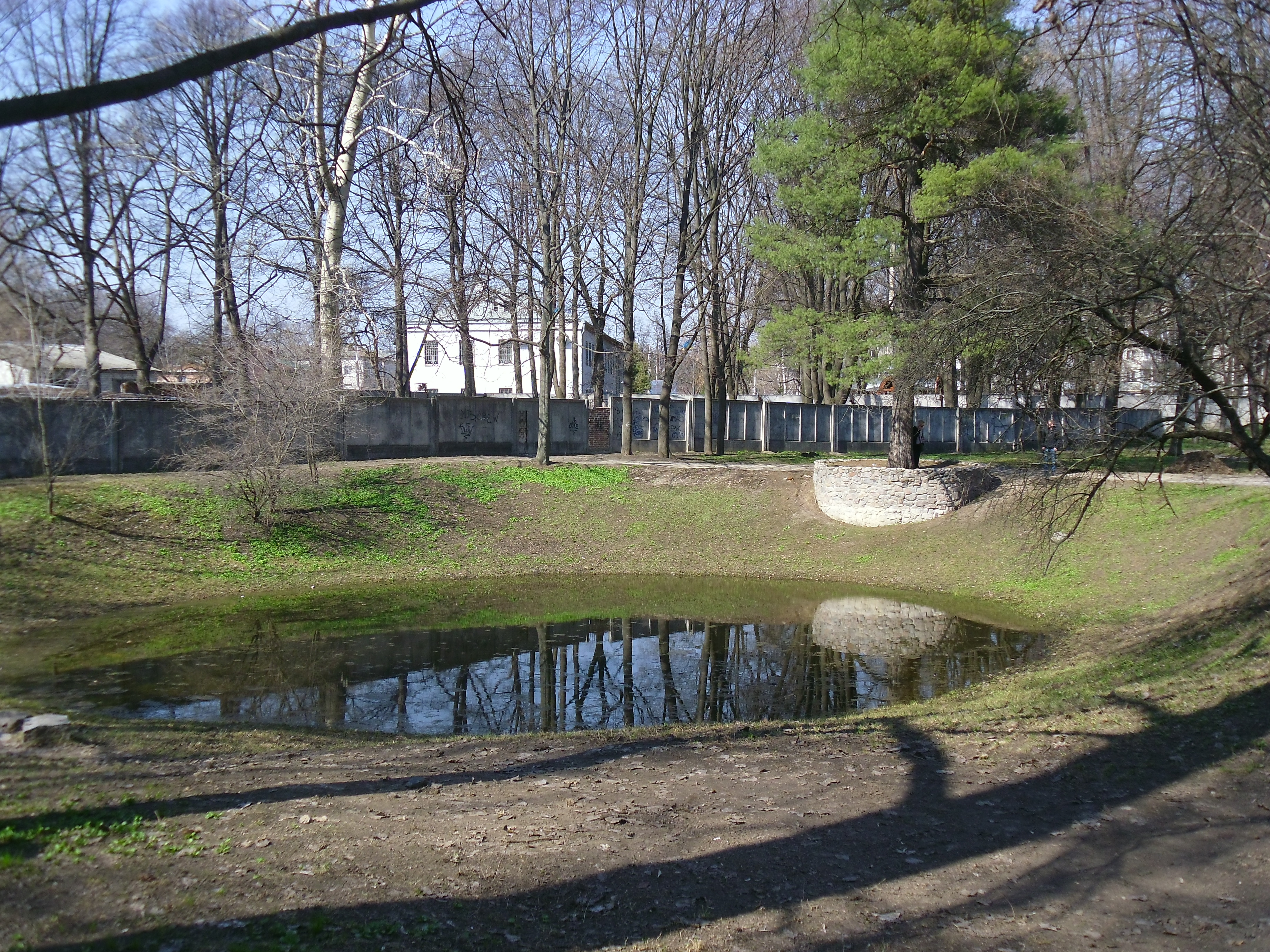
Водойма на півночі парку (навесні)
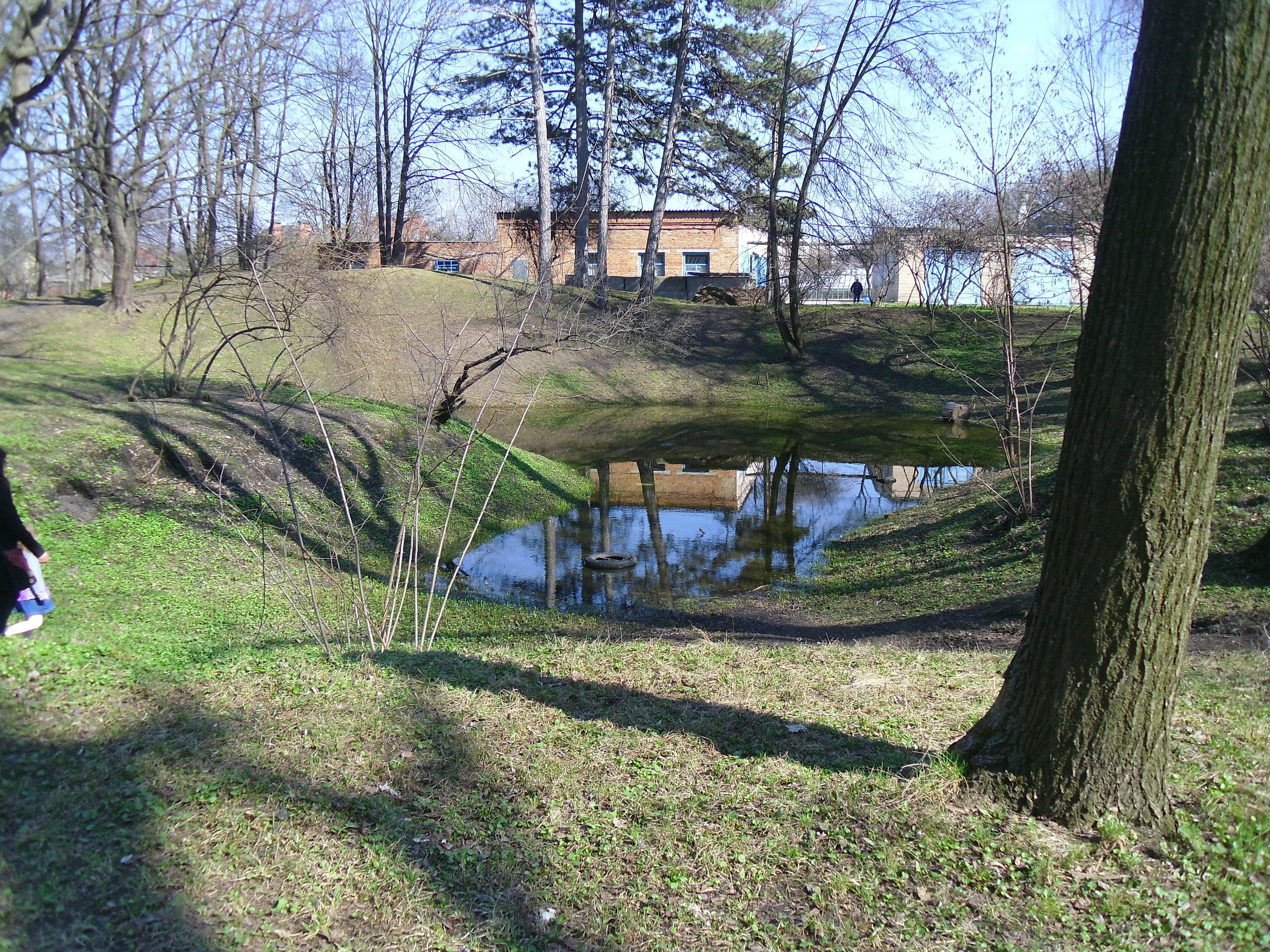
Водойма в центрі парку (навесні)
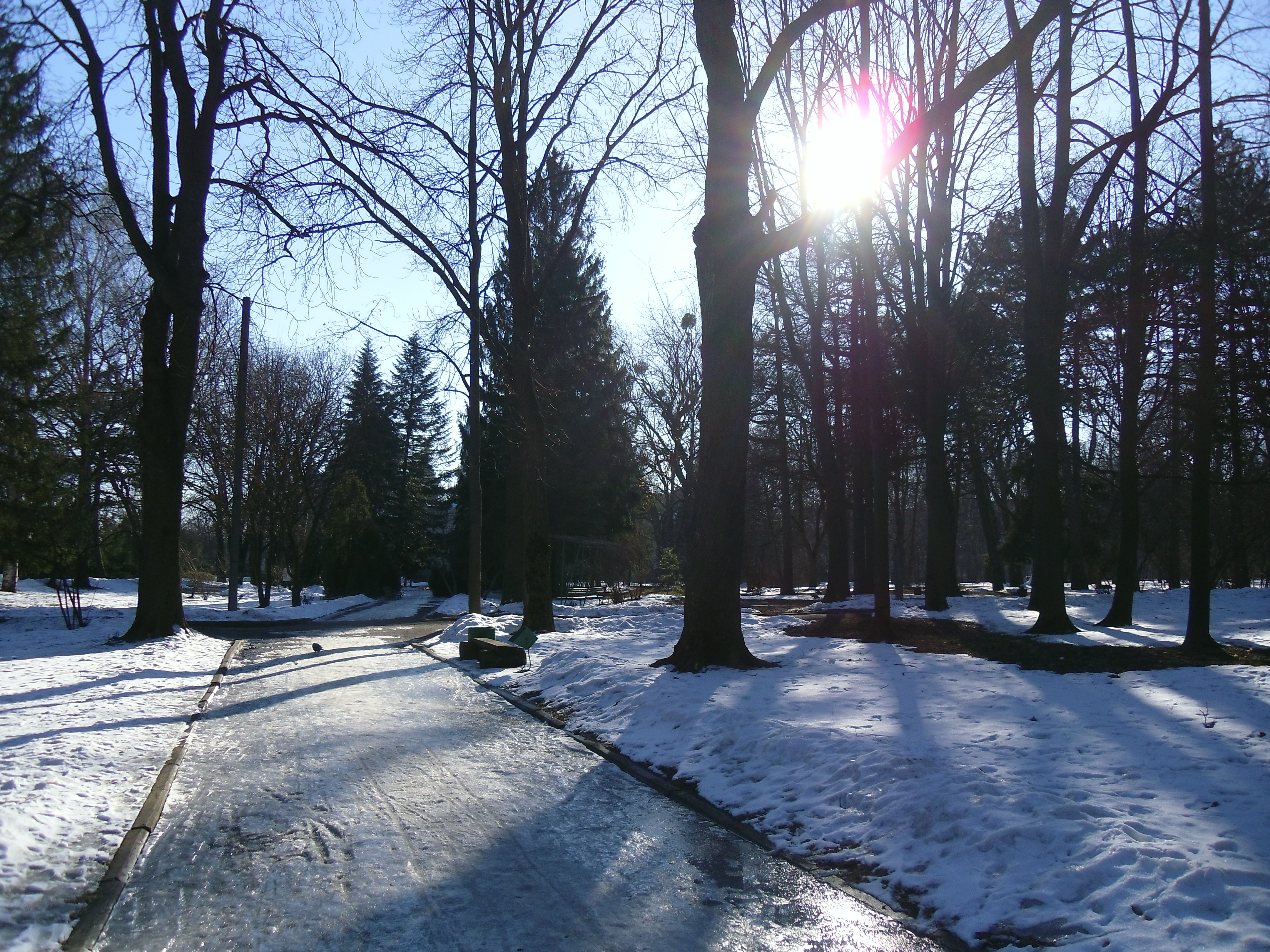
Зимова алея
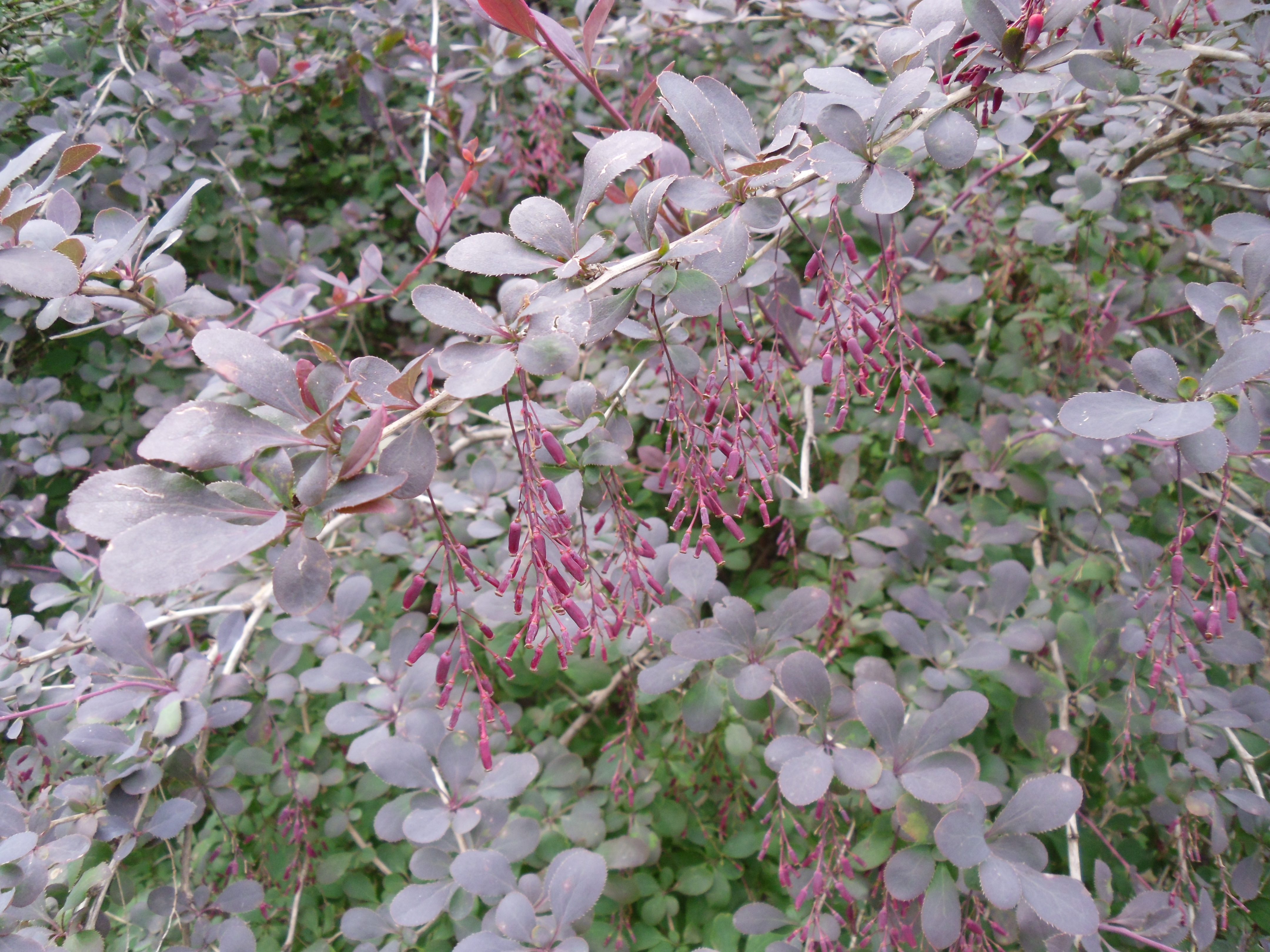
Барбарис (у парку ім. Асмолова)
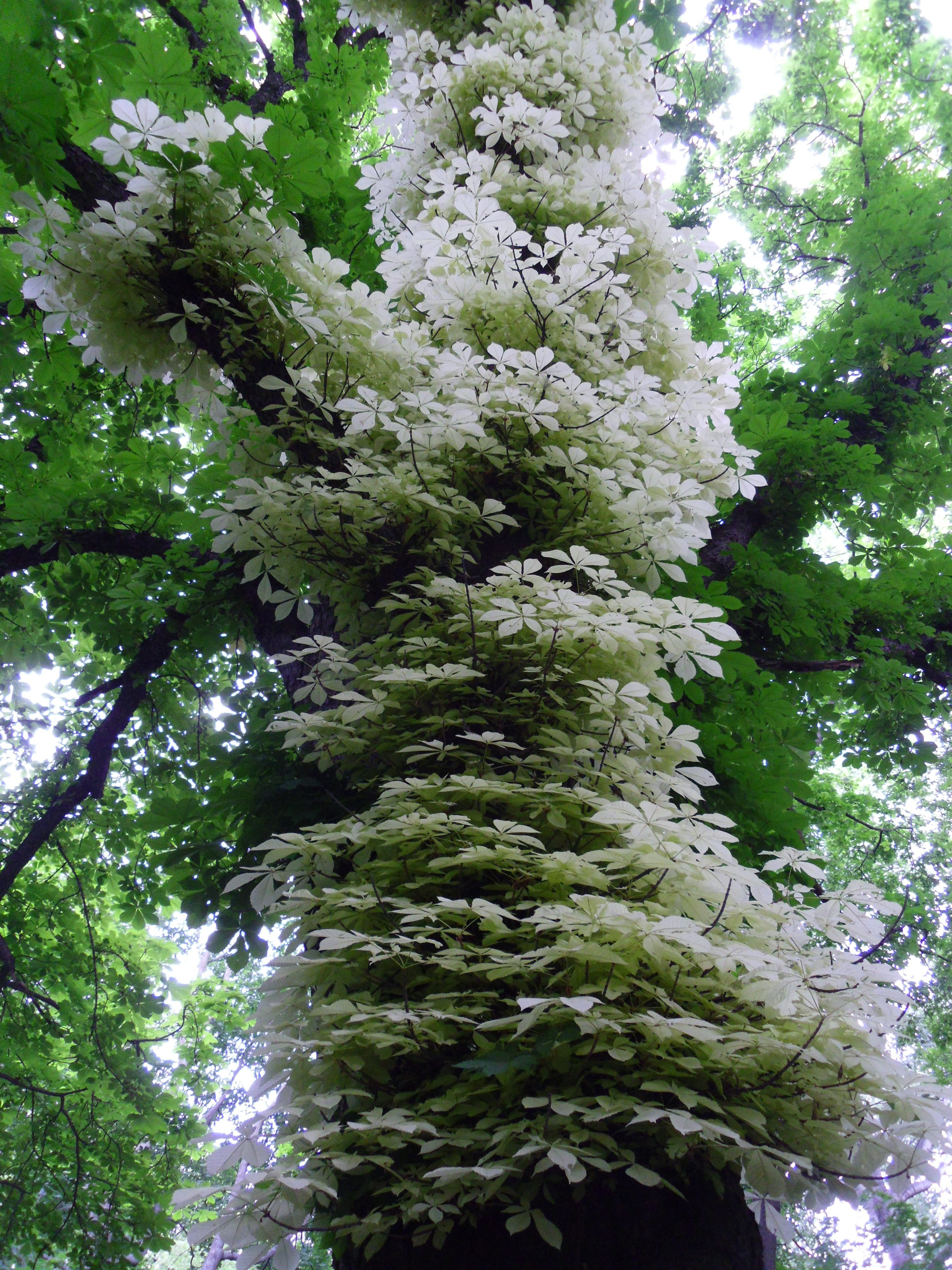
Каштан

## Тварини

### Птахи
Кількість видів (станом на 2014 рік) становить 36 видів із 15 родин і 5 рядів. 
Перелік видів птахів, зареєстрованих на території парку–пам’ятки ім. І. О. Асмолова (2012–2014)
| № п/п | Вид                                                                | Охоронний статус | Характер перебування  |
| ----- | ------------------------------------------------------------------ | ---------------- | --------------------- |
| 1     | Яструб великий (Accipiter gentilis Linnaeus, 1758)                 | БК(ІІ)           | Відвідуючий           |
| 2     | Припутень (Columba palumbus Linnaeus, 1758)                        |                  | Гніздовий             |
| 3     | Горлиця садова (Streptopelia decaocto Frivaldszky, 1838)           |                  | Осілий, гніздовий     |
| 4     | Голуб–синяк (Columba oenas Linnaeus, 1758)                         | ЧКУ              | Залітний              |
| 5     | Сизий голуб (Columba livia Gmelin, 1789)                           |                  | Відвідуючий           |
| 6     | Серпокрилець чорний (Apus apus Linnaeus, 1758)                     |                  | Відвідуючий           |
| 7     | Дятел великий (Dendrocopos major Linnaeus, 1758)                   | БК(ІІ)           | Осілий, гніздовий     |
| 8     | Дятел сирійський (Dendrocopos syriacus Hemprich & Ehrenberg, 1833) | БК(ІІ)           | Осілий, гніздовий     |
| 9     | Дятел середній (Dendrocopos medius Linnaeus, 1758)                 | БК(ІІ), ЧсСум    | Залітний              |
| 10    | Жовна сива (Picus canus Gmelin, 1788)                              | БК(ІІ)           | Відвідуючий           |
| 11    | Крутиголовка (Jynx torquilla Linnaeus, 1758)                       | БК(ІІ)           | Гніздовий             |
| 12    | Ластівка міська (Delichon urbica Linnaeus, 1758)                   | БК(ІІ)           | Відвідуючий           |
| 13    | Плиска біла (Motacilla alba Linnaeus, 1758)                        | БК(ІІ)           | Відвідуючий           |
| 14    | Шпак звичайний (Sturnus vulgaris Linnaeus, 1758)                   |                  | Гніздовий             |
| 15    | Сойка (Garrulus glandarius Linnaeus, 1758)                         |                  | Осілий, гніздовий     |
| 16    | Грак (Corvus frugilegus Linnaeus, 1758)                            |                  | Осілий, відвідуючий   |
| 17    | Галка (Corvus monedula Linnaeus, 1758)                             |                  | Осілий, відвідуючий   |
| 18    | Сорока (Pica pica Linnaeus, 1758)                                  |                  | Осілий, гніздовий     |
| 19    | Омелюх (Bombycilla garrulus Linnaeus, 1758)                        | БК(ІІ)           | Зимуючий, відвідуючий |
| 20    | Кропив'янка садова (Sylvia borin Boddaert, 1783)                   | БК(ІІ)           | Відвідуючий           |
| 21    | Вівчарик–ковалик (Phylloscopus collybita Vieillot, 1817)           | БК(ІІ)           | Відвідуючий           |
| 22    | Вівчарик весняний (Phylloscopus trochilus)                         | БК(ІІ)           | Залітний              |
| 23    | Мухоловка білошия (Ficedula albicollis Temminck, 1815)             | БК(ІІ)           | Гніздовий             |
| 24    | Чикотень (Turdus pilaris Linnaeus, 1758)                           |                  | Відвідуючий           |
| 25    | Горихвістка чорна (Phoenicurus ochruros Gmelin, 1774)              | БК(ІІ)           | Відвідуючий           |
| 26    | Дрізд співочий (Turdus philomelos Brehm, 1831)                     |                  | Гніздовий             |
| 27    | Гаїчка болотяна (Parus palustris Linnaeus, 1758)                   | БК(ІІ)           | Залітний              |
| 28    | Синиця велика (Parus major Linnaeus, 1758)                         | БК(ІІ)           | Осілий, гніздовий     |
| 29    | Синиця блакитна (Parus caeruleus Linnaeus, 1758)                   | БК(ІІ)           | Осілий, гніздовий     |
| 30    | Повзик (Sitta europaea Linnaeus, 1758)                             | БК(ІІ)           | Осілий, гніздовий     |
| 31    | Горобець польовий (Passer montanus Linnaeus, 1758)                 |                  | Осілий, гніздовий     |
| 32    | Горобець хатній (Passer domesticus Linnaeus, 1758)                 |                  | Осілий, гніздовий     |
| 33    | Зяблик (Fringilla coelebs Linnaeus, 1758)                          |                  | Гніздовий             |
| 34    | Чиж (Spinus spinus Linnaeus, 1758)                                 | БК(ІІ), ЧсСум    | Зимуючий, відвідуючий |
| 35    | Зеленяк (Chloris chloris Linnaeus, 1758)                           | БК(ІІ)           | Осілий, відвідуючий   |
| 36    | Костогриз (Coccothraustes coccothraustes Linnaeus, 1758)           | БК(ІІ)           | Гніздовий             |

###### Фотографії птахів
| - Горлиці садові (Streptopelia decaocto) - Молодий зяблик (Fringilla coelebs) - Дрізд співочий (Turdus philomelos) - Синиця велика (Parus major) - Чикотень (Turdus pilaris) - Омелюхи (Bombycilla garrulus) - Синиця велика біля годівниці - Зяблик (Fringilla coelebs) - Мухоловка білошия (Fiedula albicollis) - Плиска біла (Motacilla alba) - Жовна сива (Picus canus) - Повзик (Sitta europaea) |